# Хронология украинского повстанческого движения (1946)
Ниже приведён список событий, связанных с участием Организации украинских националистов, Украинской повстанческой армии и других украинских националистических организаций за 1946 год.

## Январь
- 5 января — повстанческое подразделение под командованием Дмитрия Гуцула-«Савы» возле с. Буряковка Залещицкого района Тернопольской области устроило засаду и уничтожило оперативную группу Товстенского райотдела НКВД, противник потерял 25 человек убитыми, в том числе начальника райотдела НКВД — майора Слепцова[1][2].
- 7 января — третье нападение УПА на Бирчу. Всего в штурме города участвовало четыре отряда: сотни «Ударники-4» (командир Владимир Щигельский-«Бурлака»), «Ударники-7» (командир Григорий Янковский-«Ласточка»), «Ударники-2» (командир Дмитрий Карванский-«Орский»[укр.], заменил раненого Михаила Дуду-«Громенко») и «Ударники-6» (командир сотенный «Яр», фамилия неизвестна). Нападение закончилась поражением уповцев. Согласно данным УПА, 23 повстанца были убиты в бою (в том числе «Конёк» и «Орский»), 22 ранены. В том же отчете польские потери оцениваются в 70 убитых и неизвестное количество раненых[3]. Польские источники утверждают, что УПА понесла потери в 140 убитых и 12 пленных, в то время как с польской стороны было (по данным Гинальского и Высокиньского) только 9 раненых. Однако эксгумация, проведенная в 1999 году, показала, что в месте, указанном как место захоронения членов УПА, находилось 28 скелетов. Состояние скелетов указывало на то, что только на двух из них были видны следы ран от боя. Остальные бандеровцы, вероятно, были взяты в плен и убиты после длительных пыток[4] (их били прикладом) и контрольными выстрелами в затылок[5].
- 8 января — столкновение УПА с красноармейцами из 24-й гвардейской артиллерийской бригады у села Женив. 4 военнослужащих убиты. В ответ НКВД арестовало в селе 26 «пособников бандитов»[6].

- 10 января — начало проведения операции «Большая Блокада». Её целью было обеспечить безопасность послевоенных выборов в Верховный Совет СССР в западных областях УССР, состоявшихся 10 февраля 1946 г., продемонстрировать силу, и доминирование советской власти в Западной Украине, использовать результаты выборов для ускорения процесса советизации края и сворачивания украинского движения Сопротивления. В этот день всю Западную Украину покрыли гарнизоны солдат Красной Армии и НКВД. Их было сформировано 3,5 тыс., и каждый насчитывал от 20 до 100 солдат и офицеров, хорошо оснащенных автоматическим оружием. Кроме того, были созданы многочисленные мобильные группы, поддерживаемые бронетранспортерами, которые проводили непрерывные облавы. «Большая Блокада» продолжалась до 1 апреля. Она стоила УПА как минимум 5 тыс. погибших партизан[7].
- 15 января;
  - в бою со спецгруппой НКВД, действовавшей под видом группы бойцов УПА, был ранен и захвачен живым поручик УПА Федор Воробец («Верещака»), командующий военным округом УПА-Север «444» и краевой проводник Восточного края «Одесса». Он был осужден на 25 лет тюремного заключения и умер в 1959 г. в Иркутской области[8].
  - в сел Баймаки на Львовщине опергруппа МПВО НКВД атаковала роту 7 полка 24-й стрелковой дивизии, приняв её за повстанцев. В результате длившейся 15-20 минут перестрелки 2 чекиста погибли от «дружественного огня»[9].
- 16 января — сотня «Богуна» напала на советский гарнизон в селе Грушка. Погиб офицер и один солдат, еще четверо были ранены. Повреждена телефонная связь между разными гарнизонами на Станиславщине[10].
- 21 января — сотня УПА «Бурлаки» под командованием Ивана Семчишина (Чёрного) совершила нападение на Великий Глубочёк и уничтожила райотделы НКВД, НКГБ и военный комиссариат[11].
- 23 января — польская оперативная группа 36-го подразделения Олеховец из 80 солдат, проводя разведку, разбила отряды УПА в районе сел Морохов и Мокрое. В украинском селе Завадка Мороховская Санокского повета подразделение столкнулось с большей группой повстанцев и вынуждено было отступить. На поле боя остались две боевые машины и два 82-мм миномёты. Попытка найти оружие на следующий день потерпела неудачу. Часть села в ходе боевых действий была сожжена, а отряды УПА отступили[12].
- 29 января — захват опергруппой Борыньского НКВД (командир заместитель начальника райотдела младший лейтенант Рыбченко) схрона СБ-ОУН возле села Багноватое на стыке Борыньского Славского и Турковского районов Дрогобычской области (погибли в бою надрайонный референт СБ Ханенко, боевики СБ Василий Ильинацкий-«Резец», Василий Михайлечко-«Железняк», Живчик, Стегура, Тур)[13].
- 31 января;
  - сотня УПА «Бурлаки» была взорвала железнодорожную станцию на дороге Ново-Загорье — Леско, из-за чего было прервано железнодорожное сообщение[14].
  - столкновение опергруппы НКВД (8 военнослужащих, командиры оперработник райотдела капитан милиции Потапов и комвзводу 145-го полка ВВ лейтенант Дубинин) с боёвкой ОУН (9 боевиков) в селе Колпец Дрогобычского района Дрогобычской области (погибли 2 и сгорели в пожаре 7 боевиков)[15].

## Февраль
- 17 февраля — вблизи села Рудники Маневичского района Волыни попал в запланированную засаду и был уничтожен командир боя под Гурбами Пётр Олейник (Эней). После гибели Дмитрия Клячкивского он взялся исполнять обязанности командования военным округом УПА-Север[16].
- 18 февраля — между сёлами Купичволя и Боянец разведывательно-поисковая группа пограничных войск и райотдела НКВД обнаружила схрон, в котором находилось трое повстанцев. Все кто был в убежище, отказались сдаться и в безвыходной ситуации застрелились. В числе убитых был командир 12-го Тактического отдела «Климов» сотник Василий Василяшко (Победа)[17].
- 19 февраля;
  - в селе Городище в результате спецоперации НКВД погиб второй командир сотни «Сероманцы» «Косач» (Степан Коваль)[18].
  - оборонный бой куреня УПА «Подкарпатский» (командир Павел Вацик-«Прут») против оперативной группы Богородчанского райротдела НКВД вблизи сёл Нивочин и Гринёвка. Убито 18 повстанцев[19].
- 24 февраля — рейдовая группа 215-го стрелкового полка ВВ НКВД в районе Чёрного леса на Станиславщине атаковала группу повстанцев из 10 человек. Бой был коротким, отряд перебили через полчаса. В числе погибших был командир ТО-22 «Черный лес» Василий Андрусяк (Ризун)[20].

## Март
- 1 марта — оборонный бой УПА с ВВ МВД возле села Пациков Станиславской области. Погиб командир куреня «Подкарпатский» Павел Вацик-«Прут»[21].
- 5 марта — в райцентре Галич на Станиславщине отряд повстанцев атаковал помещение истребительного батальона. Убито 5 бойцов, еще двое ранены. Уповцы отступили без потерь[22].
- 19 марта — при штурме схрона у села Каменка в Сколевском районе погиб Михаил Бобанич (Трясило)[укр.] — командир куреня УПА «Бойки», Дрогобычского ТО 24 «Маковка». Награждён Серебряным крестом боевой заслуги УПА 1 класса[23].
- 20 марта — сотнями «Ударники-5» под командованием Степана Стебельского-«Хрена» и сотней «Булава» под командованием Владимира Гошки-«Мирона» было совершено нападение на 38-ю польскую пограничную заставу ВОП (Войско обороны Пограничья) в селе Ясель[укр.] Саноцкого района в Закерзонье. После минометных обстрелов украинские повстанцы взяли пограничный залог штурмом. Были убиты 2 польских солдата, около десятка получили ранения, трое бежали через границу в Чехословакию, 94 захвачены в плен. В дальнейшем 20 пленных отпустили, а остальные — участвовавшие в убийствах и издевательствах над украинским населением — расстреляны[24].
- 26 марта — возле сел Высочаны[укр.] и Кожушное[укр.] Саноцкого района сотни УПА «Хрена» и «Мирона» устроили засаду на подразделение 3-го батальона 34-го полка Войска Польского численностью 170 бойцов под командованием советского майора Фролова. В результате боя были убиты 40 польских солдат и 37 попали в плен в УПА. Майор Фролов, чтобы не попасть в плен покончил жизнь самоубийством. В тот же день скопившиеся в селе Лупков польские подразделения под натиском повстанцев вынуждены были отступить на территорию Чехословакии[25].
- 28 марта — боёвка ОУН в селе Молодков Станиславской области уничтожила 3 военнослужащих НКВД, командира «истребительного батальона», участкового НКВД с семьёй, захватили 3 пулемёта, 4 автомата, 27 винтовок и разоружила весь пост ИБ из 46 человек[26].

## Апрель
- 6 апреля — первая совместная боевая акция УПА и АК — захват железнодорожной станции в селе Вербковичи[укр.] (Грубешовский повят, Польша). Фактической целью операции был захват эшелона с украинскими переселенцами. Акция закончилась бескровно: рота польских солдат, охраняющая транспорт для переселенцев, была разоружена без единого выстрела. И хотя непосредственную цель атаки реализовать не удалось (состав со 184 семьями был отправлен на сутки раньше), все же акция оказалась весьма успешной для УПА и АК. Боевики захватили не только немало оружия и боеприпасов, но и местного референта переселенческой комиссии УССР Павла Кошука. Чиновника, скорее всего позже казнили[27].
- 22 апреля — нападение боёвки ОУН на участок «истребительного батальона» в селе Лозино, где было убито три милиционера. В тот же день в селе Зелив это же боёвка разоружила группу местных бойцов ИБ[28].

## Май
- 3 мая;
  - на трассе Станислав-Калуш возле села Тязев в засаду украинских повстанцев (сотня «Месники», к-р поручник Павел Когуч-«Павло»). попали командующий 38-й армией генерал-полковник Кирилл Москаленко и член военного совета армии генерал-майор Алексей Епишев. В результате короткого, но интенсивного обстрела машины, где ехали Москаленко и Епишев, были убиты водитель и два солдата роты охраны. Оба генерала ранений не получили[29][30].
  - в селе Мыльск семь партизан, одетых в советскую форму, уничтожили председателя сельсовета Романюка и участкового РО МВД Столярчука[31].
- 11 мая — в селе Холешув состоялся бой между боевкой СБ ОУН под командованием "Сойки" и частями 64-й дивизии ВВ МВД, в результате чего погибли 15 подпольщиков и двое красных (лейтенант и сержант), после чего советы сожгли в селе 45 домов и убили несколько украинцев, заподозренных в сотрудничестве с УПА[32].
- 14 мая — в районе села Грушка повстанцы сотни «Железные» обстреляли военный «Виллис», в результате чего водитель погиб на месте, а пассажир — майор Алешин был расстрелян позже в лесу[33].
- 27—28 мая — состоялась самая известная совместная операция Украинской повстанческой армии (УПА) и Армии Крайовой (АК) — атака на польский город Грубешув. Всего на город напали около 300 боевиков УПА, которыми руководил Евгений Штендера, и отряды АК числом около 150 человек под общим командованием Казимира Витриляка. Главной целью атаки было Управление Безопасности, ведь бойцы АК стремились освободить своих заключённых товарищей. Его партизаны захватили, выпустили узников и сожгли здание вместе с документами. На рассвете УПА и АК отступили. Потери во время атаки на Грубешув с обеих сторон были небольшими: на улицах города погибли два бойца УПА, во время отступления — ещё трое[34]. У АК была только одна потеря — женщина-санитарка. По неофициальным данным, НКВД потеряло 10 человек убитыми (в том числе одного майора), польская милиция — 5 человек, были убиты также два коммунистических функционера. Кроме зданий, подвергшихся штурму, в городе сгорело и шесть жилых домов[35].

## Июнь
- 6 июня — в селе Великий Кучуров, в десяти километрах к югу от Черновцов, был убит председатель сельсовета[31].
- 11 июня — в 4,5 км. от Клевани бойцы УПА обстреляли автомобиль в котором вместе с женой ехал майор Черокманов — сын Филипп Черокманова, командира 27 стрелкового корпуса. Оба были убиты. Из разбитой машины партизаны забрали, в частности, генеральский мундир с орденами[36].
- 27 июня — в Перемышльском повете в засаду УПА попала подофицерская школа 28 пехотного полка. Польские солдаты беспорядочно бросились врассыпную, оставив на поле боя раненых коллег. Погибли 22 солдата, семеро были ранены[37].
- 30 июня — в селах Коломыйского района подпольщики вывесили флаги УПА, на которые прикрепили мины. В то же время на телефонных столбах были расклеены антисоветские листовки. В советском отчете говорится следующее: «16 бандитов были арестованы и четыре бандита были убиты при развешивании флагов и листовок»[31].

## Июль
- 4 июля — восемь солдат 383 полка ВВ МВД под командованием сержанта Боброва в селе Быбло взяли в плен 5 повстанцев. Пленные во время допроса выдали место нахождения еще двух разрушенном местном костеле. Внутренние войска оцепили церковь, но видя, что штурм может привести к лишним потерям, вызвали помощь окруженную красноармейскую артиллерийскую часть, которая уничтожила костел вместе с повстанцами с помощью пушки калибра 76 мм[38].
- 8 июля — сотня «Железные» устроила засаду на дороге Надворная-Отыния на подразделение НКВД из десяти бойцов, въехавших в село Виноград выяснить обстоятельства последних событий. В вооруженной схватке ранены начальник Отынийского НКВД Шевчук и еще три силовика[33].
- 12 июля — бойцы сотни «Железные» заминировали железную дорогу между Отынией и Угорниками[33].
- 14 июля — в селе Полевцы УПА ликвидировала пятерых сотрудников Белобожницкого РО МВД. Во время погони было поймано двое «бандитов»[39].
- 14-15 июля — две сотни УПА из куреня «Рена» (всего до 200 бойцов) атаковали отделение милиции в селе Волковия. Нападение было отбито, но националисты сожгли несколько зданий. Было убито 30 местных жителей-поляков и два милиционера (пять было ранено)[40].
- 17 июля — шесть советских активистов были убиты уповцами в селе Долгое Львовской области[39].
- 28 июля — в селе Ишков у себя в доме застрелен сборщик налогов Мараховский[41].
- 29-30 июля — сотня УПА «Железные» совершила нападение на Тлумачский спиртзавод. Было уничтожено 4000 литров спирта и нанесен ущерб на 77732 рубля 35 копеек[42].

## Август
- 13 августа — в тюрьме Ровно был расстрелян взятый в плен 14 февраля рыцарь Золотого креста УПА, сотник Иван Гречан (Хмара). В повстанческой среде он считался главным специалистом по подрыву поездов и диверсий на железной дороге. На его счету — подрыв бронепоезда, трех товарных и трех пассажирских эшелонов[43].

## Октябрь
- 4 октября — ЦК КП(б)У принял постановление «О состоянии борьбы с остатками украинско-немецких националистов в западных областях УССР». МВД и МГБ, секретарей обкомов и райкомов партии обязывали покончить с недооценкой в борьбе с остатками формирований УПА и подполья ОУН и в ближайшее время добиться их полной ликвидации. перед командованием Прикарпатского ВО ставилась задача создать оперативные группы в той местности, где отмечены проявления боевой деятельности повстанцев и подпольщиков, и активизировать борьбу с ними. Постановление пришлось на время подготовки выборов в Верховный Совет УССР[44].
- 7 октября — на хуторе Кучеровка близ села Грушка попал в запланированную засаду МВД и был убит Иван Андрейчук (Вихор), командир сотни «Железные». В то время сотня насчитывала 25 человек, имела на вооружении три ручных пулемета, три немецких МП-43, венгерский автомат, две десятизарядки, три ППШ, 12 винтовок, 10 пистолетов и гранаты[45].
- 8 октября — у села Манява в бою со спецгруппой МГБ погиб сотник УПА и командир куреня «Сивуля», Игорь Дьячишин (Искра)[46].
- 13 октября — бойцы УПА взорвали поезд ВВ МВД на линии Долина — Калуш (Станиславская область). По данным УПА было убито около 100 чекистов, среди которых были и высокие должностные лица[47].
- 31 октября — у горы Яворина близ села Липа чекисты обнаружили схрон, где находился краевой проводник ОУН Карпатского края Ярослав Мельник-«Роберт». Кроме «Роберта», находилась его жена с маленьким грудным ребенком, проводник СБ «Скала» и несколько бойцов охраны. Никто из них не сдался и все погибли в перестрелке[48].

## Ноябрь
- 6-7 ноября — в Трускавце оуновцами были разбросаны антисоветские листовки. Солдаты внутренних войск МВД немедленно перекрыли все выезды из города. В 8.30 утра во время прочёсывания города, они обнаружили в одном из домов на улице Холодной четверых подпольщиков, которых убили в ходе перестрелки[22].
- 16 ноября — две сотни УПА — «Ударники-2» (командир Михаил Дуда-«Громенко») и «Ударники-6» (командир Ярослав Коцёлек-«Крылач») атаковали Дынув[49], националисты разоружили местный отдел коммунистической милиции и реквизировали лекарства в аптеке. После боя они без особых проблем отступили в леса предгорья Пшемысля[50]. Журнал «Польский дневник» от 5 декабря 1946 г. в одной из своих статей сообщал о совместном наступлении 3-х отделов УПА и группы NSZ под командованием «Молота» на город. Но все закончилось провалом, так как нападение отбило местное ОRМО. Однако участие совместного нападения УПА и NSZ на город отрицается самими бандеровцами[51].

## Декабрь
- 17 декабря — операция по захвату в плен второго командира ВО-2 «Буг» Василия Левковича-«Вороного». Спецгруппа МГБ под командованием полковника Терентьева окружила убежище «Вороного»[52] — схрон у села Ястребичи. Там помимо Левковича, находилось ещё трое повстанцев. Все они во время штурма бункера покончили жизнь самоубийством. Чекисты забросали схрон газовыми гранатами, «Вороный» пытался эвакуироваться запасным выходом, но задохнулся и потерял сознание. Следствие длилось около года, Василий Левкович содержался в Тюрьме на Лонцкого во Львове и в следственной тюрьме МГБ в Киеве на Короленко (в настоящее время Владимирская). 22 июля 1947 года военный трибунал войск МВД Киевской области приговорил Василия Левковича к 25 годам исправительно-трудовых лагерей[53].
- 18 декабря — в селе Майдан на Станиславщине, в бою со спецгруппой МГБ убиты сотенный УПА «Морозенко» (Василий Юсипчук) и его адъютант «Качка»[54].
- Декабрь — по воспоминаниям бывших бойцов куреня «Месники», в конце декабря сотня «Месники-1» атаковала Тарногород, предварительно выставив заставы на въездных дорогах и ключевых точках населённого пункта и прервав телефонное сообщение с городом. Повстанцы пополнили запасы продовольствия и сигарет в местном магазине и лекарств, медикаментов и перевязочных материалов в аптеке, оставив руководителям справки о конфискации на нужды УПА, а затем беспрепятственно отступили. Местный отдел милиции, имевший связи с польским антикоммунистическим подпольем организации «Воля и Независимость» (WiN), сопротивления не оказывал[55].